# Wat Chalo (phó huyện)
Wat Chalo (tiếng Thái: วัดชลอ, phát âm [wát t͡ɕʰā.lɔ̄ː]) là một trong chín phó huyện (tambon) của huyện Bang Kruai, thuộc tỉnh Nonthaburi, Thái Lan. Phó quận xung quanh (theo chiều kim đồng hồ) là Bang Si Thong, Bang Kruai, Bang Phlat, Taling Chan, Maha Sawat và Bang Khanun. Vào năm 2020 tổng dân số ở đây là 16.691 người.

## Phân cấp hành chính

### Hành chính trung tâm
Phó huyện được chia thành 10 làng (muban).
| No. | Tên                      | Tiếng Thái       |
| --- | ------------------------ | ---------------- |
| 01. | Ban Wat Chalo            | บ้านวัดชลอ         |
| 02. | Ban Wat Krachom          | บ้านวัดกระโจม      |
| 03. | Ban Wat Chalo            | บ้านวัดชลอ         |
| 04. | Ban Wat Sanam Nok        | บ้านวัดสนามนอก     |
| 05. | Ban Pak Khlong Wat Sanam | บ้านปากคลองวัดสนาม |
| 06. | Ban Wat Phikun Thong     | บ้านวัดพิกุลทอง      |
| 07. | Ban Tai Wat Ket          | บ้านใต้วัดเกด       |
| 08. | Ban Khao San             | บ้านข้าวสาร        |
| 09. | Ban Bang O               | บ้านบางโอ         |
| 10. | Ban Bang Si Thong        | บ้านบางสีทอง       |

### Hành chính địa phương
Toàn bộ khu vực phó huyện được bảo phủ bởi thị trấn Bang Kruai (tiếng Thái: เทศบาลเมืองบางกรวย).